# توم سكوت (كاتب)
توم سكوت (بالإنجليزية: Tom Scott)‏ هو كاريكاتيري وكاتب سيناريو نيوزيلندي، ولد في 29 أكتوبر 1947 في لندن في المملكة المتحدة.

## وصلات خارجية
- توم سكوت على موقع IMDb (الإنجليزية)
- توم سكوت على موقع ألو سيني (الفرنسية)
- توم سكوت على موقع قاعدة بيانات الفيلم (الإنجليزية)
- توم سكوت على موقع كينوبويسك (الروسية)